# 高井浩
髙井 浩（たかい ひろし）は、日本のゲームクリエーター。スクウェア・エニックス第三開発事業部所属。
PC向けゲーム『ラスト レムナント』ではディレクターを務めた。

## 人物
1980年代の末頃、ピクセルアートの全盛期にグラフィックデザイナーとしてビデオゲーム業界にデビュー。PCエンジン版ヘルファイヤーの製作に関わった後、1991年にスクウェアに入社。
入社後は河津秋敏の開発チームに加わり、1992年1月にスーパーファミコン向けにリリースされた初代ロマンシング サ・ガでグラフィックデザインを手がける。その後もファイナルファンタジーVやロマンシング サ・ガ2等では戦闘グラフィックを担当し続けるだけでなく、印象的なオープニングムービーを作ることでも貢献したことで、高井の技術が高く評価された。
グラフィックデザイン業務で培ったカメラ演出の手法は「高井カメラ」と呼ばれ、作品のPV作成にも携わることがある。
ファイナルファンタジーXIVのプレイヤーからは「NQひろし」のあだ名で知れ渡っている他、ファイナルファンタジーVでのラストダンジョンに神竜の宝箱を置いたことでも知られている。
2020年9月17日に開催された「PlayStation 5 Showcase」内で発表されたファイナルファンタジーナンバリングシリーズ第16作目「ファイナルファンタジーXVI」のディレクターを務めることとなった。

## 主な担当作品
- ファイナルファンタジーIV
- ロマンシング サ・ガ（モンスターデザイン、バトルBGデザイン）
- ファイナルファンタジーV（バトルグラフィック）
- ロマンシング サ・ガ2（バトルエフェクト、バトル背景、モンスター、タイトル）
- ロマンシング サ・ガ3（バトルエフェクトデザイン）
- サガ フロンティア
- 聖剣伝説 LEGEND OF MANA （バトルエフェクト＆バトルデザインチーフ）
- バウンサー
- ファイナルファンタジーXI（バトルエフェクトデザイナー）
- ファイナルファンタジーXI ジラートの幻影（ヴィジュアルエフェクトデザイン）
- ロマンシング サ・ガ-ミンストレルソング-（バトルディレクター）
- 半熟英雄4
- ラスト レムナント（ディレクター）
- ファイナルファンタジーXIV（アシスタントディレクター→デザインセクションマネージャー）
- ファイナルファンタジーXVI(ディレクター)